# Francisco Martino
Francisco Isidro Emilio Martino (n. 6 de junio de 1884, Argentina; m. Buenos Aires, 25 de mayo de 1938) fue un cantante y bailarín argentino de folklore. A comienzos de la segunda década del siglo XX, integró las primeras formaciones de canto en las que intervino Carlos Gardel, formando con él un dúo, un trío y un cuarteto, en los que también intervinieron José Razzano y Saúl Salinas.

## Biografía
Francisco Martino se dedicó desde muy joven al baile de zapateo y a tocar la guitarra para interpretar ritmos del folklores surero de Argentino, copmo estilos, cifras, milongas y malambos. Actuó principalmente en el barrio llamado Barracas al Sud (Avellaneda).
A comienzos de la segunda décadea del siglo XX conoció a Carlos Gardel, José Razzano y Saúl Salinas, con quienes se asoció para cantar juntos. Con Gardel realizó una gira por las provincias de Buenos Aires y La Pampa, la primera de Gardel, y con Razzano grabó varios discos. Como trío Gardel-Martino-Razzano, actuaron en la Casa Suiza y luego como cuarteto Gardel-Razzano-Martino-Salinas actuaron en Zárate y otros pueblos bonaereneses en 1912.
Luego de que se consolidara el dúo Gardel-Razzano, Martino se mantuvo vinculado volviendo a actuar como trío en Juan Moreira en el Teatro San Martín de Buenos Airees, a fines de 1915. Además compuso varias canciones, algunas con Ángel Greco, que le grabó el dúo, como "El Sueño", su primera composición, "Sanjuanina de mi amor", "Mi pañuelo bordao", ambas con Greco, "La Catedrática", "Maragata", "La Pueblerita", "Amame mucho", "Para quererte nací", "Mis Espuelas", "Cariñito mío" y "Soy una fiera".
En 1917-18 formó el dúo Greco-Martino hasta 1921. Actuó en Uruguay y en España.